# 桃色スパークリング
「桃色スパークリング」（ももいろスパークリング）は、℃-uteのメジャー16枚目、通算21枚目のシングル。2011年5月25日にzetimaから発売された。

## 概要
初回生産限定盤A、BはCD+DVDで、通常盤はCDのみである。初回生産限定盤A、初回生産限定盤B、通常盤(初回プレス分)ともイベント抽選シリアルナンバーカードが封入されている。
センターは鈴木愛理、メインボーカルは岡井千聖。

## 収録曲
全作詞・作曲：つんく
1. 桃色スパークリング (4:05)
編曲：平田祥一郎
2. FARAWAY (4:59)
編曲：大久保薫
3. 桃色スパークリング (Instrumental) (4:05)

初回生産限定盤A付属DVD
1. 桃色スパークリング (Dance Shot Ver.)

初回生産限定盤B付属DVD
1. 桃色スパークリング (Close-up Ver.)

## 参加ミュージシャン
桃色スパークリング
- プログラミング：平田祥一郎
- コーラス：CHINO

FARAWAY
- プログラミング&キーボード：大久保薫
- コーラス：竹内浩明